# Kanton Roubaix-Nord
Der Kanton Roubaix-Nord war von 1892 bis 2015 ein französischer Wahlkreis im Arrondissement Lille, im Département Nord und in der Region Nord-Pas-de-Calais. Sein Hauptort war Roubaix.

## Gemeinden
Der Kanton bestand aus Teilen der Städte Roubaix (96.984 Einwohner; Stand: 1999) und Wattrelos (42.753 Einwohner; Stand: 1999).